# Station Szczecin Pogodno
Station Szczecin Pogodno was een spoorwegstation in de Poolse plaats Szczecin. In 2002 is de halte gesloten.

## Spoorlijnen
Szczecin Główny · Szczecin Pomorzany · Szczecin Turzyn · Szczecin Pogodno · Szczecin Łękno · Szczecin Niebuszewo · Szczecin Drzetowo · Szczecin Żelechowo · Szczecin Golęcino · Szczecin Gocław · Szczecin Glinki · Szczecin Skolwin · Szczecin Mścięcino · Police · Police Zakład · Jasienica · Dębostrów · Niekłończyca Uniemyśl · Trzebież Szczeciński